# Moulin Valois
De Moulin Valois is een watermolen op de Grand Aaz, gelegen aan de Rue du Moulin 24 te Haccourt in de Belgische provincie Luik.
Deze bovenslagmolen fungeerde als korenmolen.
Omstreeks 1450 werd hier een watermolen gebouwd. De huidige gebouwen zijn van 1863. De molenaarswoning is 18e-eeuws en het geheel maakt deel uit van een gesloten hoeve. Het rad is ingebouwd en bevindt zich onder een afdak, doch de wateras is gebroken. Het molengebouw werd omgebouwd tot woonhuis.
De molen bevindt zich in het centrum van het dorp.